# Guri (Nigeria)
Pour les articles homonymes, voir Guri (homonymie).
Guri, est une zone de gouvernement local de l'État de Jigawa au Nigeria,.

## Source
- (en) Cet article est partiellement ou en totalité issu de l’article de Wikipédia en anglais intitulé « Guri » (voir la liste des auteurs).